# 凝德堂 (乌鲁木齐)
凝德堂是大清新疆省迪化府（今乌鲁木齐市）成立的第一家中药铺，1875年或1888年成立。經股權變動，2020年，改現名国药控股新疆新特药专业药房连锁有限公司乌鲁木齐凝德堂中医诊所。

## 历史

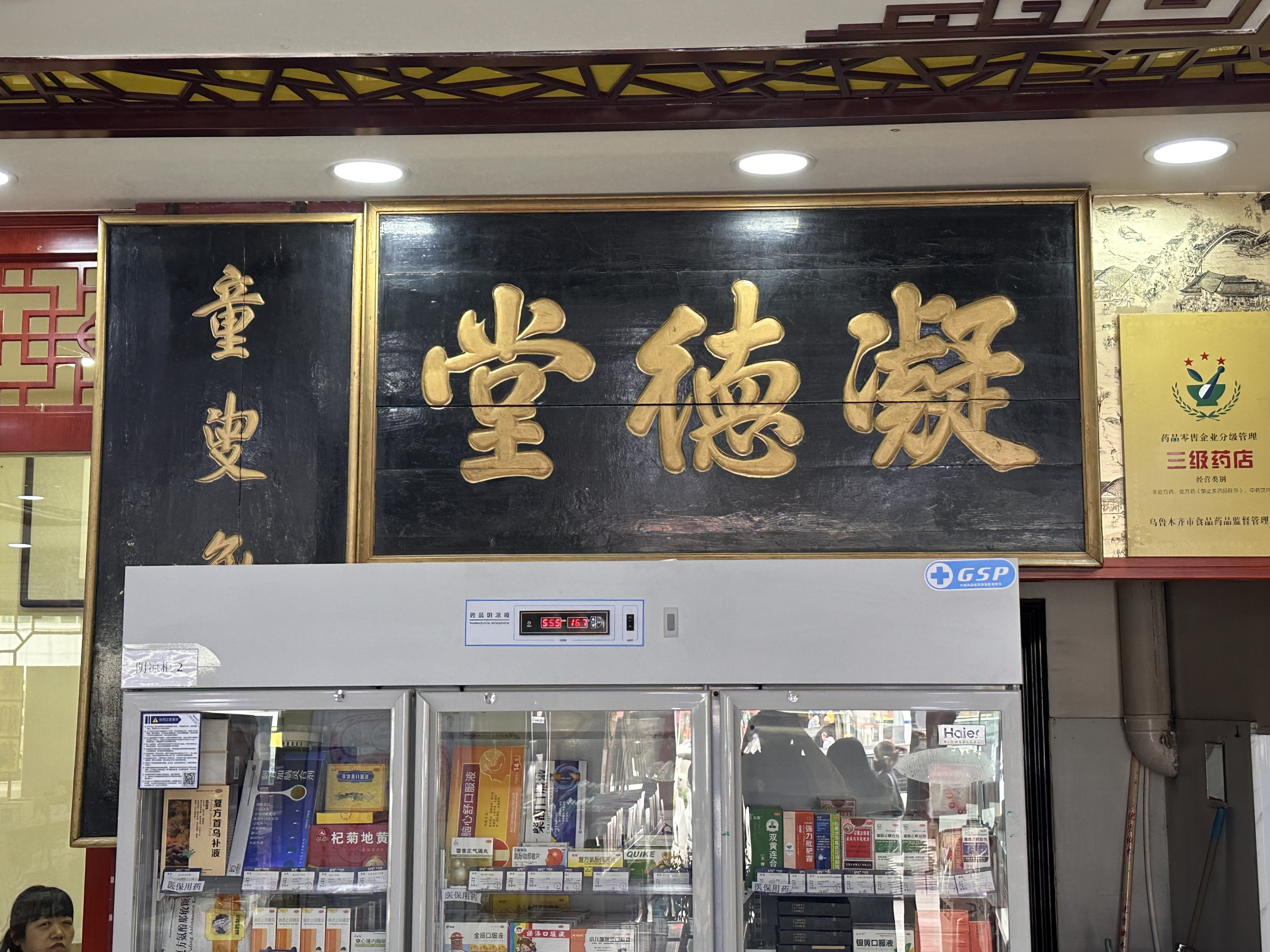
凝德堂牌匾

清朝光绪初年，陕西省华阴县一位李姓商人在甘肃省张掖县开设中药店“宁德堂”，并先后在肃州直隶州（今酒泉市）、高台县等6地开设分店，这些店铺被称为陕甘帮药店。迪化宁德堂建店年份有光緒元年（1875年）或光绪十四年（1888年）两种说法。“宁德堂”在新疆迪化大十字开设药铺，不过最初主要售卖的是医治马匹的药物。相传为了表彰宁德堂为清廷军马提供药品，左宗棠亲自为宁德堂题词，并撰写“货真价实”和“童叟无欺”的牌匾。1876年左宗棠收复新疆之后清军开始在迪化驻扎，为了解决军队及当地人看病、买药的问题，宁德堂开始开展人用药品的贩卖业务，并设中医坐诊，成为迪化首家中药铺。宁德堂除了销售中草药，还会自制丸散膏丹并设有坐堂医生，并继续抓配马药。
道光年间，因为宁德堂之“宁”字与道光帝名旻宁之“宁”字相重而犯圣讳，宁德堂被官方查封超过一年。后包括迪化宁德堂在内的所有“宁德堂”药铺全部改名为“凝德堂”。宣统二年（1910年），王高升纵火案令迪化城内大量商铺被焚毁，大十字一带的商号几乎无人幸免。凝德堂的店堂、牌匾均被烧毁。店铺后由中华民国新疆省政府出资重建、修复。民国8年（1919年），留存至今的“凝德堂”牌匾得以重做。
1956年，和乌鲁木齐大多数其他中西医药铺一样，凝德堂开始公私合营，老店家去向不明。四清运动期间，凝德堂从1964年开始改名为工农兵药店。文化大革命开始后，“货真价实”的牌匾和马药配方先后遗失。20世纪80年代，乌鲁木齐市药材公司将药店名从工农兵药店改回为凝德堂。字号恢复后，药材公司开始恢复制药看病的老传统。遗失的马药配方也一度被找到，不过后再次遗失。1993年，凝德堂曾被授予中华老字号。1994年，迁入解放北路。凝德堂药店原来是砖木结构的二层建筑，建筑面积超过500平方米，一楼为营业厅，二楼为药库。在20世纪90年代，凝德堂二楼产权被划分到其他单位，营业面积大幅缩小。雪上加霜的是随着民营药店的扩张，凝德堂在市场上逐渐处于劣势。1998年3月开始，凝德堂被新疆药业集团全资控股，2002年开始凝德堂交由乌鲁木齐医药大厦管理。2008年，国药集团重组新疆药业集团，凝德堂也成为国药集团的子公司之一。
2013年，凝德堂改全民所有制为有限责任公司，公司全称为国药控股乌鲁木齐凝德堂医药有限公司。此后凝德堂除了位于天山区解放北路232号的老店外，先后在天山区中山路、和平南路及新市区桂林路开设新药店。其中中山路店曾一度被打造为凝德堂总店。此时，凝德堂的经营范围包括中成药、中药、医疗器械等及开设中医科。2020年初，凝德堂正式成为国药控股新疆新特药专业药房连锁有限公司乌鲁木齐凝德堂中医诊所，几家药店先后被注销。仅剩的解放北路店被改为中医诊所，经营范围也仅剩中医科。

## 争议事件
2012年6月，凝德堂曾一度陷入商标抢注风波，新疆佰利恒天然物产有限公司和新疆鸿德永盛药业公司对“凝德堂”进行商标注册，在公示的最后一天，凝德堂完成了应诉，并完成了材料的搜集和递交。
2017年初，国家食药监总局从国药控股乌鲁木齐凝德堂有限公司中山路店提供的一款药品中检测出金胺O，被认定不合格。包括此事件在内的十余次药品、中药饮片的检测不合格引发对国药集团的质疑。